# Zvláštní žena
Zvláštní žena (Die linkshändige Frau, 1976, zfilmováno autorem 1977; v doslovném překladu v češtině poněkud zavádějící Levačka či Žena levačka) je novela rakouského spisovatele Petera Handkeho, napsaná v zimě a na jaře roku 1976 v Paříži. Poprvé vyšla v Německu v témže roce. Jde o jednu z raných próz tohoto tvůrce.
Český překlad Aleny Ságlové vyšel v roce 1977.
Není ani tak důležitý děj knihy, pojednávající o ženě, jež znenadání opustí svého muže a začne žít sama se synem. Podstatné je, že přinejmenším její předobraz autor bezpochyby miluje a dokáže svůj obdiv a zaujetí "zvláštní ženou" jemně a neopakovatelně vyjádřit. Výsostně básnické pojetí zachycující zdánlivě všední život v jeho kráse a jedinečnosti činí z této útlé prózy prodchnuté láskou mistrovské dílo. Smysl pro detail, v němž lze v záblesku spatřit celý kosmos lidského bytí, cit pro věci i situace zdánlivě stranou světa a hledání hodnot v čisté, krystalické podobě je ostatně charakteristické i pro nejlepší Handkeho díla psaná později.[zdroj?]